# Diospyros areolifolia
Diospyros areolifolia là một loài thực vật có hoa trong họ Thị. Loài này được Kosterm. mô tả khoa học đầu tiên năm 1977.